# Domingos da Transfiguração Machado
Dom frei Domingos da Transfiguração Machado O.S.B. (Ilha de Itaparica, 1824 — Salvador, 1 de julho de 1908 foi um padre católico brasileiro.
Em 13 de junho de 1842, com apenas 13 anos de idade, ingressou no Mosteiro de São Bento, em Salvador. No dia 3 de dezembro de 1847 foi ordenado sacerdote por Dom Romualdo de Seixas, arcebispo da Bahia.
Quando recebeu a ordenação presbiteral, a Congregação Beneditina do Brasil, que antes era dependente da Congregação Beneditina de Portugal, já havia alcançado da Santa Sé, desde 1827, a bula que a constituía em congregação própria. Mas o número de religiosos vinha sendo reduzido desde fins do século XVIII pela hostilidade do Marquês de Pombal. Com o “Aviso de 1885”, os noviciados monásticos foram fechados e a vida monástica no Brasil ameaçava se extinguir.

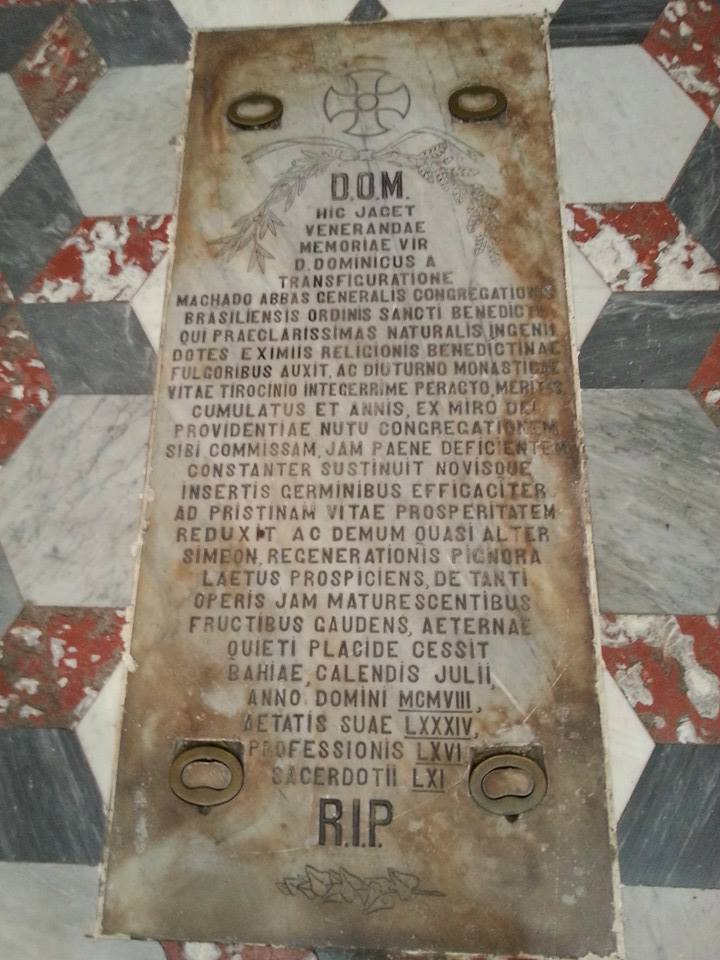
Local onde está sepultado D. Domingos da Transfiguração - Mosteiro de São Bento da Bahia

Em 1890, Dom frei Domingos foi eleito abade geral dos beneditinos do Brasil. Venerado pelos coirmãos de ordem e considerado homem forte e de grandes virtudes, governou sabiamente a velha congregação brasileira, tirando-a do risco de desaparecimento. Pediu ajuda aos monges belgas e alemães de outros ramos da ordem beneditina para restauração da congregação no Brasil. Estes vieram ao Brasil com toda presteza para colaborar na sua obra e, passado algum tempo, novamente os mosteiros se encheram de novas vocações e novas abadias e priorados foram criados no Brasil.
Faleceu com fama de santidade. Antes morrer pôde ainda proclamar: "Nós, antigos monges, aos quais a providência divina concedeu a graça de termos defendido da profanação a herança sagrada, entregamos essa mesma sagrada herança a dignos sucessores."